# Ennomos pallida
Ennomos pallida là một loài bướm đêm trong họ Geometridae.